# Hippolyte de Laforest
Pour les articles homonymes, voir Laforest.

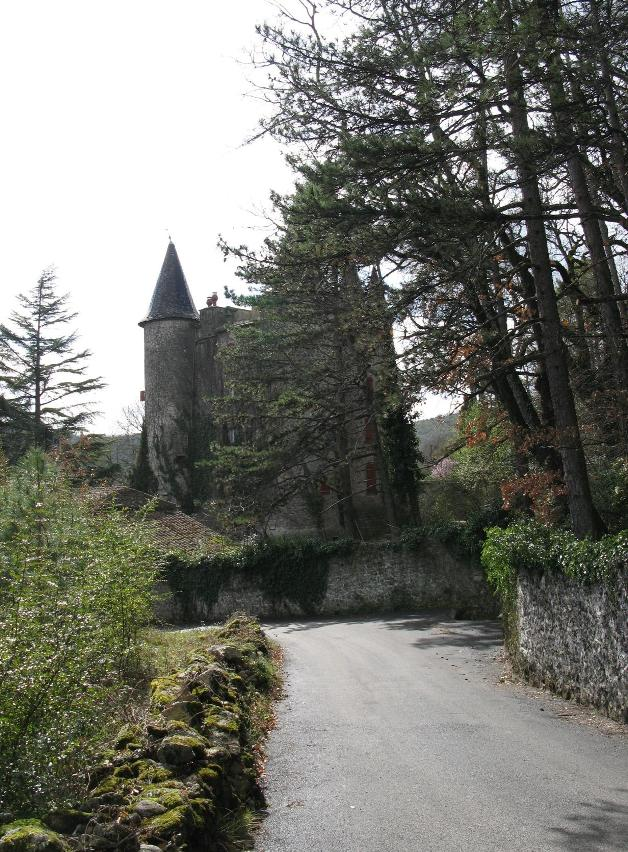
Chassagnes:le château

Hippolyte de Barthélemy de Laforest, né le 4 novembre 1803 au château de Chassagnes, hameau des Vans (Ardèche) et mort le 25 avril 1865 à Paris, est un poète français, dernier du nom d'une famille de petite noblesse de robe.

## Biographie
D'après les éléments qu'avait notés Louis de Montravel au sujet de celui que l'on désignait comme l'Homére Ardèchois, poète devenu aveugle, fils de famille noble, dévoyé, indigent, il mourut dans la misère. Fils de François-Guillaume de Laforest dit de Chassagne et de Geneviéve Taupenas.
Son père, garde du Roi, un temps consul puis maire de Joyeuse avant 1789, était de mœurs violentes et dissolues. Il dilapida sa fortune.
Hippolyte fit des études à Annonay.
Dans sa jeunesse, il fut impliqué dans une affaire de viol au cours d'un bal, en 1829 et condamné au bagne. À l'entendre, son accusatrice, une fileuse, voulait le faire chanter. Il fut gracié en 1831 sous Louis-Philippe.
Albin Mazon décrit dans son ouvrage "Voyage dans le midi de l'Ardèche" ses rencontres avec lui, devenu aveugle à la suite de l'échec d'une opération de la cataracte et vivant dans la plus grande misère.

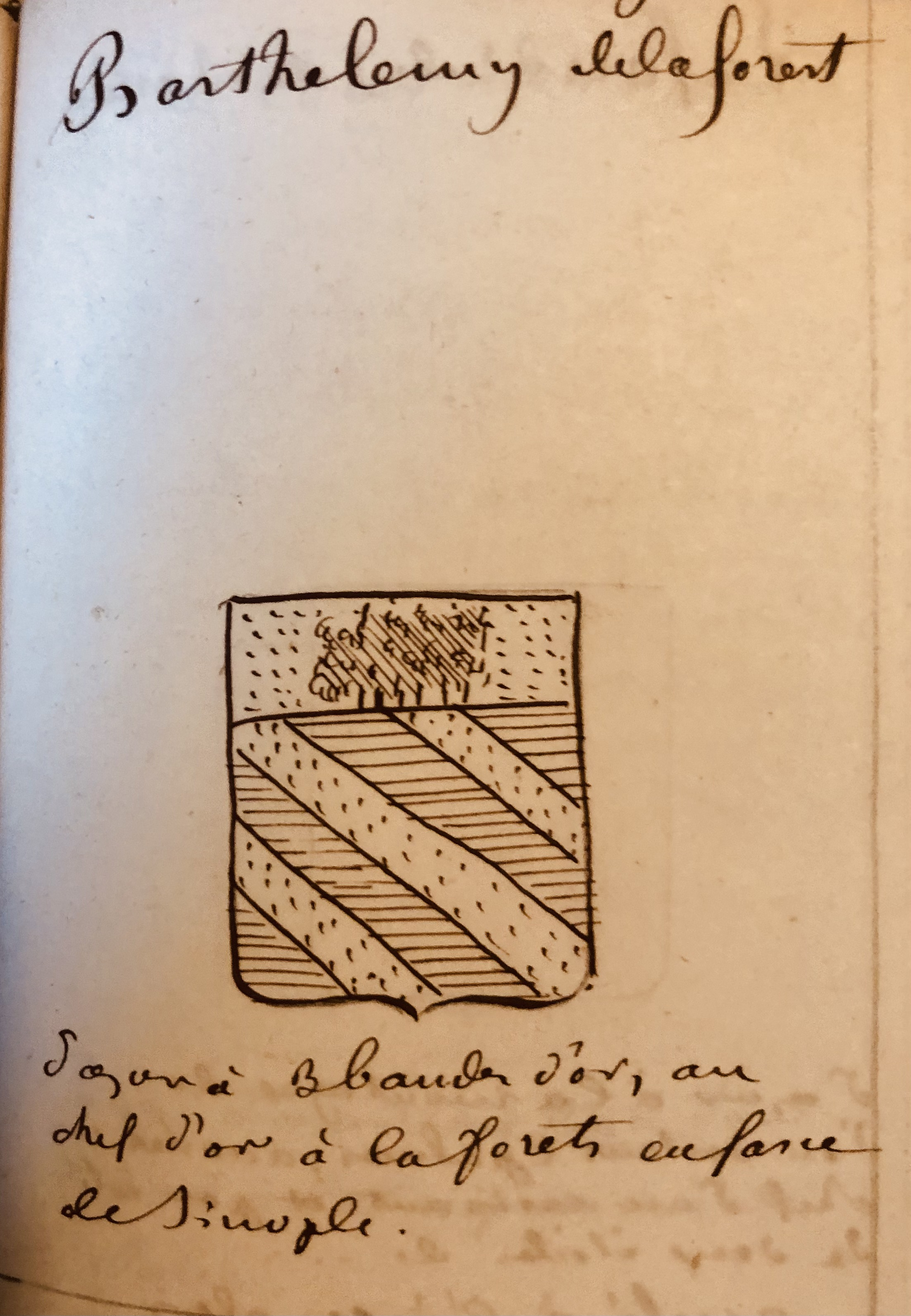
Blason dessiné pae Louis de Montravel

Auparavant, il habitait Joyeuse dans un taudis. Pour survivre, il vendait ses poèmes sous forme de plaquettes. Devenu aveugle, il obtint une place à l'Hospice des Quinze-Vingts à Paris où il passa deux années avant sa mort le 25 avril 1865 ( Archives de Paris).

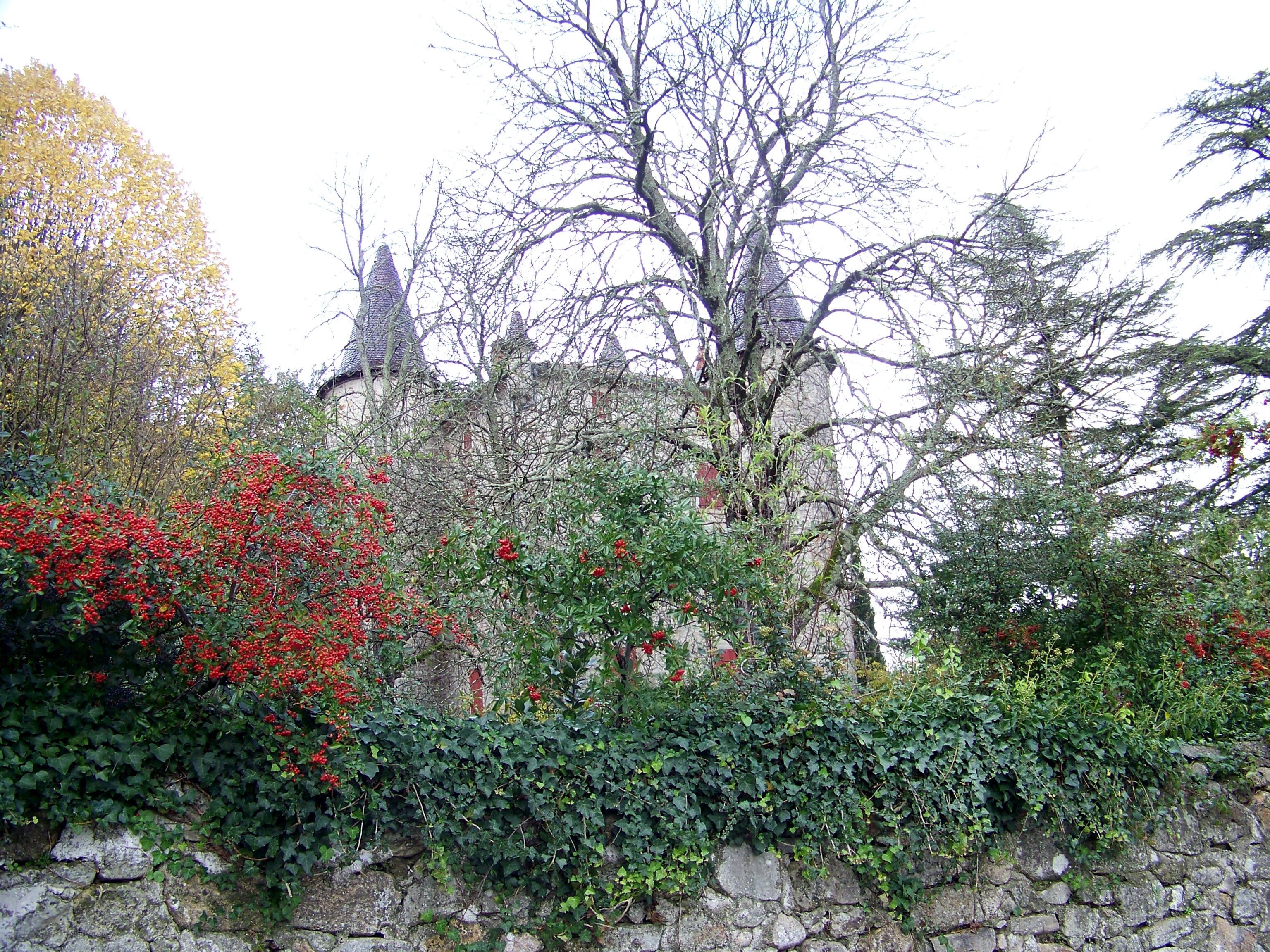
le château
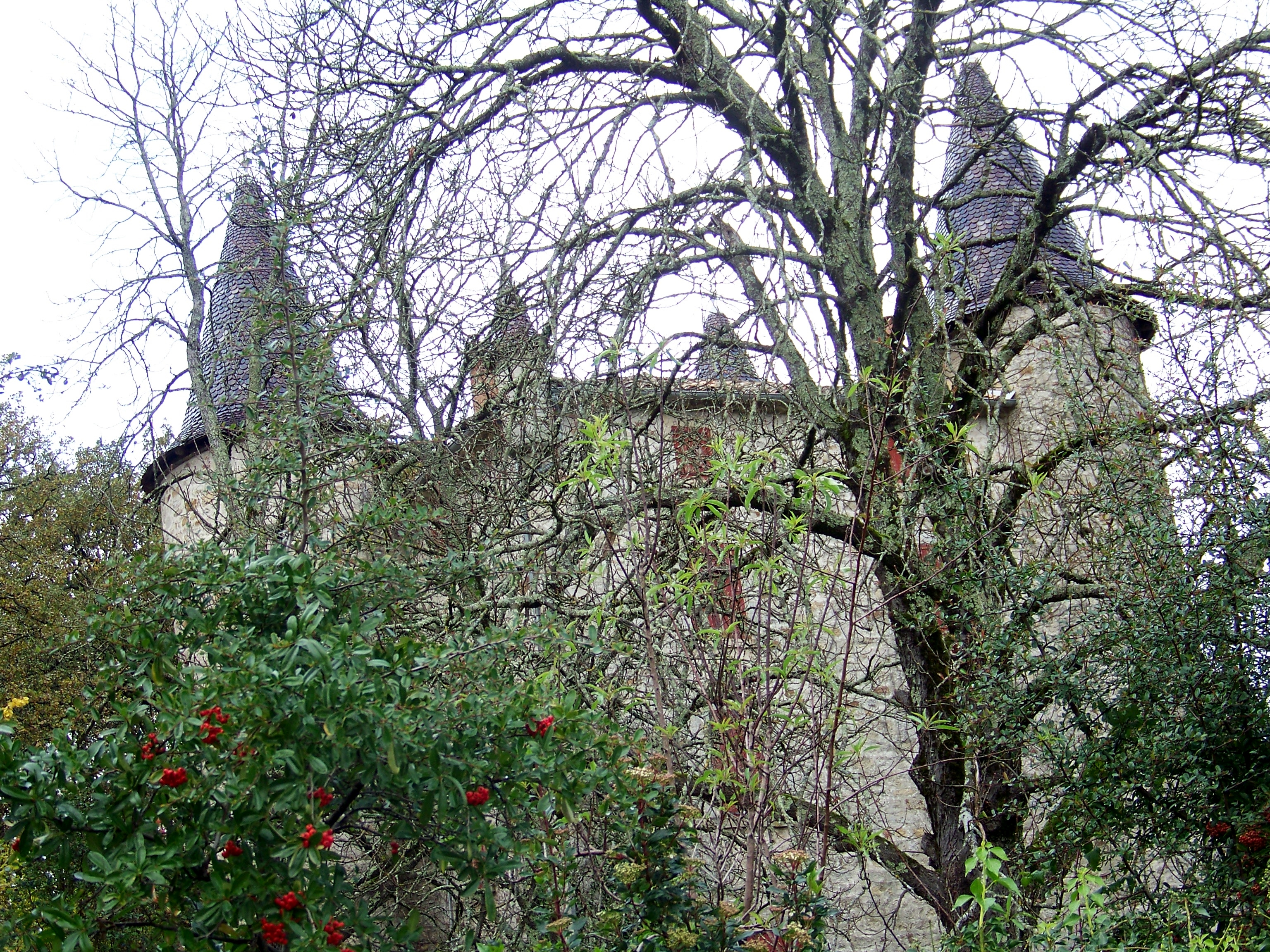
le château
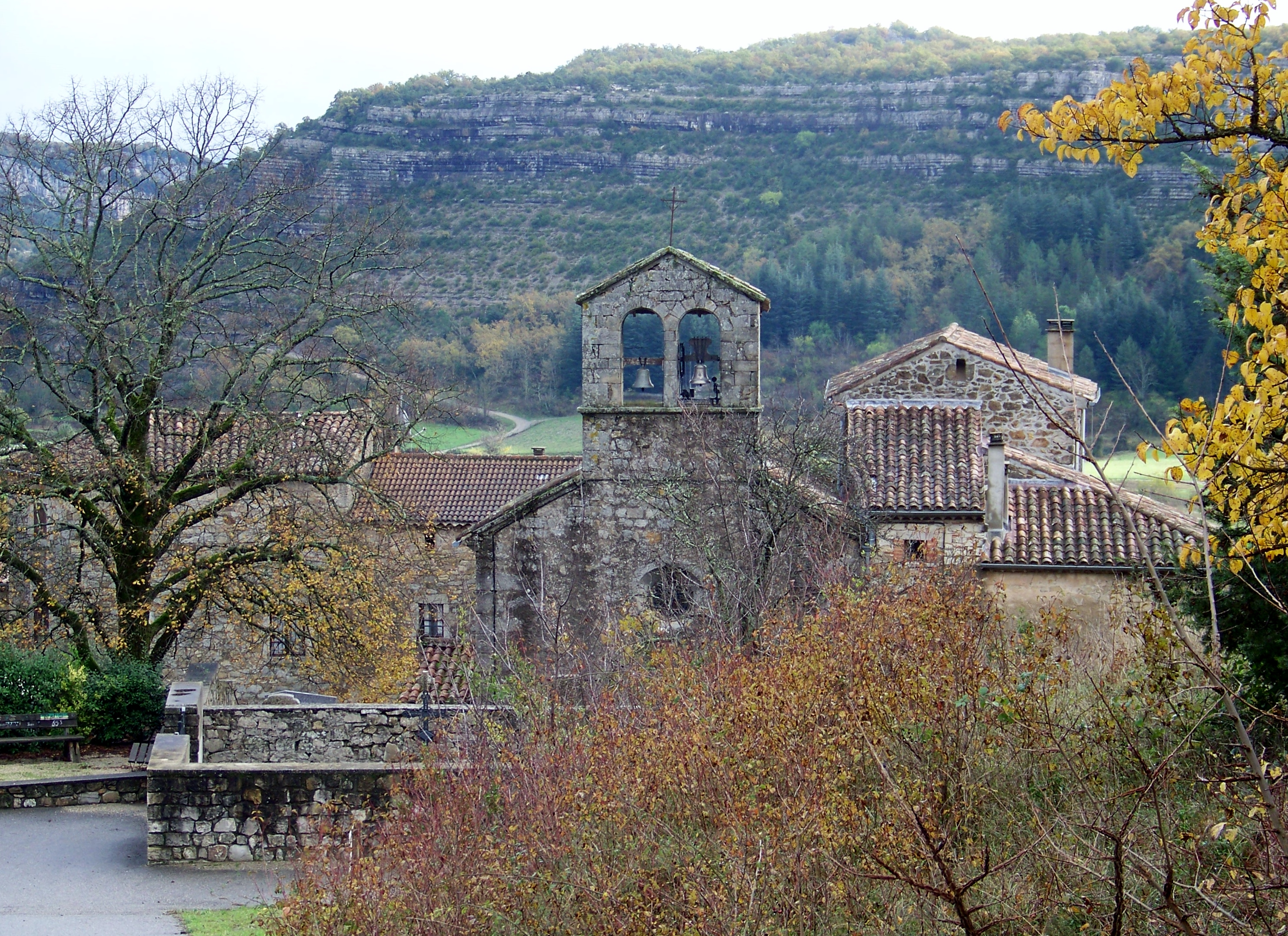
l'église
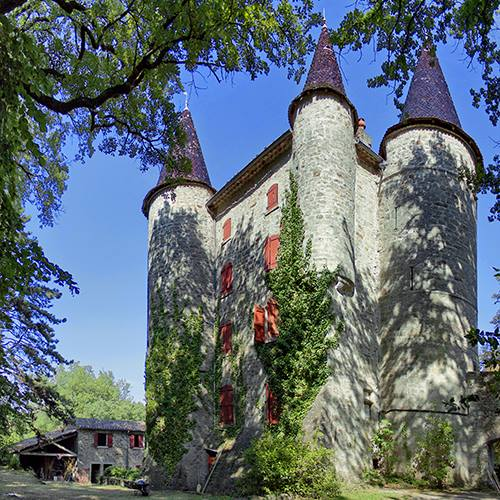
Chateau de Chassagnes

## Œuvres
- Mon voyage imaginaire.
- L'Usurier[7].
- Le Vengeur.
- Souvenirs du Bourbonnais[8]
- Stances sur la translation des cendres de Napoléon[9].

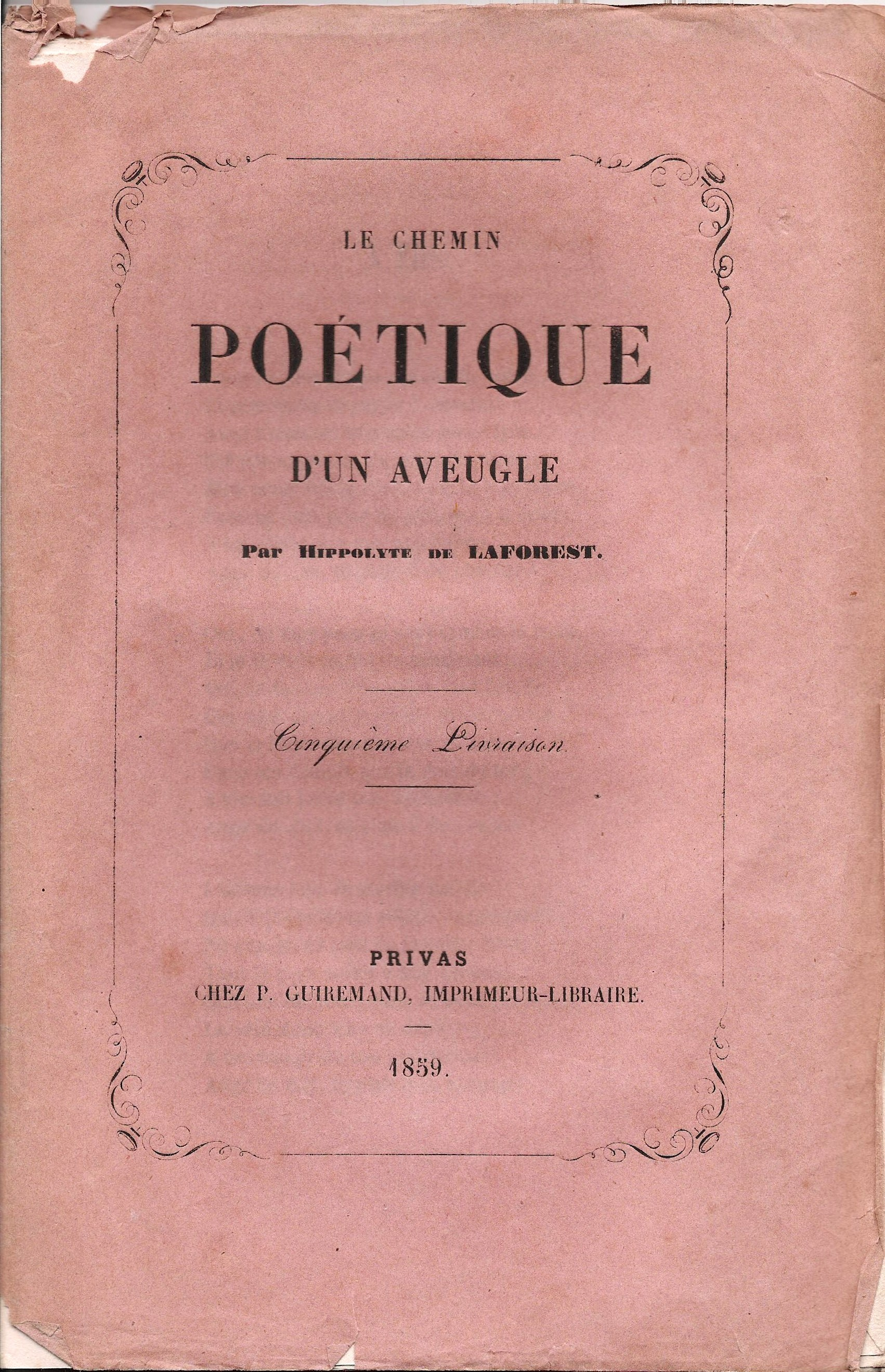
Page de garde d'un feuillet qu'Hippolyte de Laforest vendait pour subvenir à ses besoins.